# 宇仁菅孝宏
宇仁菅 孝宏（うにすが たかひろ）は、日本のゲームミュージックの作曲家。
日本ファルコムのFalcom Sound Team jdkに所属している。

## 略歴
2005年に日本ファルコムへ入社。以降『英雄伝説 軌跡シリーズ』や『イースシリーズ』、『東亰ザナドゥ』などの作品に携わっている。

## 担当作品
- ザナドゥ・ネクスト（2005年、Windows） - 園田隼人、石橋渡、村山貴英、神藤由東大、しばざきあやこと共同
- 英雄伝説 空の軌跡SC（2006年、Windows） - 園田隼人、竹下遼、神藤由東大と共同
- イース・オリジン（2006年、Windows） - 園田隼人、竹下遼、神藤由東大と共同
- 英雄伝説 空の軌跡 the 3rd（2007年、Windows） - 園田隼人、竹下遼、神藤由東大と共同
- ツヴァイ2（2008年、Windows） - 園田隼人、籾山紗希、大崎政範、神藤由東大と共同
- イースVII（2009年、PSP） - 園田隼人、籾山紗希、大崎政範、神藤由東大と共同
- イースvs.空の軌跡 オルタナティブ・サーガ（2010年、PSP） - 園田隼人、籾山紗希、大崎政範、神藤由東大と共同
- 英雄伝説 零の軌跡（2010年、PSP） - 園田隼人、籾山紗希、大崎政範、神藤由東大と共同
- 英雄伝説 碧の軌跡（2011年、PSP） - 園田隼人、籾山紗希、神藤由東大と共同
- 那由多の軌跡（2012年、PSP） - 園田隼人、籾山紗希、神藤由東大、上倉紀行と共同
- イース セルセタの樹海（2012年、PSVita） - 園田隼人、籾山紗希、萩生田朋克、神藤由東大、岡島俊治、上倉紀行と共同
- 英雄伝説 閃の軌跡（2013年、PS3・PSVita） - 園田隼人、籾山紗希、神藤由東大、岡島俊治、上倉紀行と共同
- 英雄伝説 閃の軌跡II（2014年、PS3・PSVita） - 園田隼人、神藤由東大、岡島俊治と共同
- 東亰ザナドゥ（2015年、PS Vita） - 園田隼人、神藤由東大、真我光生と共同
- イースVIII -Lacrimosa of DANA-（2016年、PS Vita） - 園田隼人、神藤由東大、真我光生と共同
- 東亰ザナドゥ eX+（2016年、PS4） - 園田隼人、神藤由東大、真我光生と共同
- 英雄伝説 閃の軌跡III（2017年、PS4） - 園田隼人、神藤由東大、真我光生と共同
- 英雄伝説 閃の軌跡IV -THE END OF SAGA-（2018年、PS4） - 園田隼人、神藤由東大、真我光生と共同
- イースIX -Monstrum NOX-（2019年、PS4） - 園田隼人、神藤由東大、真我光生と共同
- 英雄伝説 創の軌跡（2020年、PS4） - 園田隼人、古口駿太郎、神藤由東大、真我光生と共同
- 英雄伝説 黎の軌跡（2021年、PS4） - 園田隼人、古口駿太郎、神藤由東大、真我光生と共同
- 英雄伝説 黎の軌跡II -CRIMSON SiN-（2022年、PS4） - 園田隼人、古口駿太郎、神藤由東大、真我光生と共同
- イースX -NORDICS-（2023年、PS4・PS5・Switch） - 園田隼人、古口駿太郎、神藤由東大、真我光生と共同

## 楽曲提供
- 「空を見上げて Ending version」作曲（歌 - 小寺可南子、編曲 - 神藤由東大）
- 「ボクラの未来」作曲（歌 - 小寺可南子、編曲 - 神藤由東大）
- 「碧い軌跡 Aoi Kiseki」作曲（歌 - 小寺可南子、編曲 - 神藤由東大）
- 「I'll remember you」作曲（歌 - 佐坂めぐみ、編曲 - 神藤由東大）
- 「恋のシューティングスター」作曲（歌 - SPiKA、編曲 - 神藤由東大）
- 「Wish☆Wing」作曲（歌 - SPiKA、編曲 - 神藤由東大）
- 「all is a lie」作曲（歌 - 佐坂めぐみ、編曲 - 神藤由東大）